# Anatole Leduc
 (juillet 2011).
Si vous disposez d'ouvrages ou d'articles de référence ou si vous connaissez des sites web de qualité traitant du thème abordé ici, merci de compléter l'article en donnant les références utiles à sa vérifiabilité et en les liant à la section « Notes et références ».
Sylvestre Anatole Leduc, né à Oust-Marest (Somme) le 22 avril 1856 et mort le 16 avril 1937 à Châtenay-Malabry, est un physicien français.

## Biographie
Anatole Leduc fait, de 1877 à 1880, des études supérieures scientifiques à l’École normale supérieure, où il suit les conférences de physique de Pierre-Augustin Bertin-Mourot, et à la faculté des sciences de Paris, où il a comme professeur de physique Paul Desains et Jules Jamin. Il y obtient les licences ès sciences physiques et ès sciences mathématiques en 1879, puis est lauréat du concours d'agrégation de sciences physiques l'année suivante. Brièvement délégué dans les fonctions de commis du chef des travaux anatomiques à la faculté de médecine de Paris, il est ensuite professeur des sciences physiques et naturelles au collège Stanislas à Paris (oct. 1880- nov. 1885), chargé d'un cours au lycée Saint-Louis, puis professeur (non titulaire) de physique aux lycée Louis -le-Grand (nov. 1885), Charlemagne (oct. 1886), puis professeur divisionnaire au lycée Louis -le-Grand (déc. 1888) et enfin professeur de première en 1889. En 1888 il obtient devant la faculté des sciences de Paris le doctorat ès sciences physiques avec une thèse principale intitulée Modification de la conductibilité du bismuth dans un champ magnétique et préparée au laboratoire de recherches physiques de la faculté des sciences de Paris alors dirigé par Gabriel Lippmann. Ses résultats mettent en évidence un effet thermoélectrique connu maintenant sous le nom d'"effet Leduc-Righi", Augusto Righi ayant découvert le même effet de manière indépendante. Ses travaux de recherche porteront ensuite sur les propriétés des gaz. En 1893, il succède à la faculté des sciences de Paris à Georges Foussereau, nommé secrétaire de la faculté, à la maîtrise de conférences de physique attaché à la chaire de physique-enseignement d'Edmond Bouty. Il organise en particulier le déménagement de laboratoire d'enseignement de la physique dans les nouveaux bâtiments de la Sorbonne. Il obtient ensuite le titre de professeur adjoint en 1900, puis en 1922 est nommé professeur titulaire de la chaire de physique théorique et physique céleste. Il continue cependant d'enseigner pour le certificat de physique générale (avec les titulaires des deux chaires de physique Aimé Cotton, Charles Fabry et le maître de conférences Amédée Guillet) tandis que Georges Sagnac, déjà chargé du cours après la nomination d'Aimé Cotton comme premier titulaire de la chaire en 1920, est reconduit dans ses fonctions. Leduc est admis à la retraite en 1927.

## Distinctions
Leduc obtint plusieurs prix de l'Académie des sciences, prix Wilde en 1905, prix Hughes en 1918, prix La Caze en 1923. Il était chevalier de la Légion d'honneur.